# Franz Josef Keßler
Franz Josef Keßler (* 7. März 1867 in Bartholomäberg; † 12. Jänner 1949 ebenda) war ein österreichischer Politiker (CSP) und Landwirt. Er war von 1919 bis 1921 Abgeordneter zum Vorarlberger Landtag und von 1914 bis 1918 Gemeindevorsteher von Bartholomäberg. 

## Leben und Wirken
Keßler absolvierte die Pflichtschule und war danach beruflich als Landwirt tätig. Er engagierte sich in der Lokalpolitik seiner Heimatgemeinde Bartholomäberg und wurde Mitglied im Gemeinderat. Er hatte in Bartholomäberg auch die Funktion des Gemeindekassiers inne und wirkte zudem als Ortsschulratsvorsitzender. Zwischen 1914 und 1918 lenkte er die Geschicke der Gemeinde Bartholomäberg als Gemeindevorsteher. Keßler gehörte als Mitglied der Christlichsozialen Partei an und war zudem als Mitglied des Vorarlberger Bauernbundes aktiv. Er engagierte sich des Weiteren als Mitglied im Viehzuchtverein Bartholomäberg und stand diesem Verein von 1928 bis 1941 als Obmann vor. Er war des Weiteren Mitglied des Montafoner Bauernbundes und hatte dort zeitweise ebenfalls die Funktion des Obmanns inne. Des Weiteren war er Mitbegründer der Freiwilligen Feuerwehr Bartholomäberg und deren erster Schriftführer. Keßler kandidierte bei der Landtagswahl 1919 für die Christlichsoziale Partei im Wahlbezirk Bludenz und wurde in der Folge am 17. Juni 1919 als Abgeordneter des Vorarlberger Landtags angelobt. Er gehörte dem Landtag bis zu seinem Mandatsverzicht am 13. März 1921 an und war Mitglied im Landwirtschaftsausschuss.

## Privates
Franz Josef Keßler war der Sohn des Gemeindevorstehers und Aushilfslehrers Franz Josef Keßler (1827–1894) und dessen Gattin Maria Regina Keßler (1833–1871), geborene Ganahl. Seine beiden Eltern erblickten wie er in Bartholomäberg das Licht der Welt, wo sie auch verstarben. Keßler heiratete am 7. Oktober 1895 in Bartholomäberg die ebenfalls aus Bartholomäberg stammende Franziska Mangeng (1870–1902). Nach dem frühen Tod seiner ersten Ehefrau heiratete Keßler am 11. Mai 1903 in Bartholomäberg Franziska Schuler (1863–1908) und nach deren Tod am 7. November 1910 in Bartholomäberg Maria Loretz (1885–1924). Während Franziska Schuler wie seine erste Ehefrau in Bartholomäberg geboren worden war, stammte seine dritte Ehefrau aus Silbertal. Nachdem seine ersten beiden Ehen kinderlos geblieben waren, wurde Keßler mit seiner dritten Ehefrau Vater von fünf Söhnen und einer Tochter, wobei seine Kinder zwischen 1911 und 1920 geboren wurden. Nachdem seine dritte Gattin verstorben war, heiratete Keßler am 7. November 1927 in Bartholomäberg ein viertes Mal, wobei seine vierte Ehe mit Franziska Bitschnau, verwitwete Battlogg (1873–1961) kinderlos blieb. 
Franz Josef Keßler war der Bruder des Landtagsabgeordneten Josef Keßler (1885–1967).